# Criorhina kincaidi
Criorhina kincaidi är en tvåvingeart som beskrevs av Daniel William Coquillett 1901. Criorhina kincaidi ingår i släktet pälsblomflugor, och familjen blomflugor. Inga underarter finns listade i Catalogue of Life.